# Hydriomena polyphonta
Hydriomena polyphonta là một loài bướm đêm trong họ Geometridae.